# Ty Smith
Ty Smith, född 24 mars 2000, är en kanadensisk professionell ishockeyback som spelar för New Jersey Devils i National Hockey League (NHL). Han har tidigare spelat för Spokane Chiefs i Western Hockey League (WHL).
Smith draftades av New Jersey Devils i första rundan i 2018 års draft som 17:e spelare totalt.

## Statistik
| 2013–2014  | Lloydminster Heat        | AMBHL      | 33  | 16 | 44  | 60  | 18  | 11 | 2 | 9  | 11 | 2  |
| 2014–2015  | Delta Hockey Academy U15 |            | 16  | 9  | 19  | 28  | 14  | 4  | 3 | 4  | 7  | 20 |
|            | Delta Hockey Academy U18 |            | 1   | 0  | 1   | 1   | 0   | —  | — | —  | —  | —  |
| 2015–2016  | Lloydminster Bobcats     | AMHL       | 28  | 9  | 14  | 23  | 10  | 10 | 1 | 8  | 9  | 0  |
|            | Spokane Chiefs           | WHL        | 2   | 0  | 2   | 2   | 0   | —  | — | —  | —  | —  |
| 2016–2017  | Spokane Chiefs           | WHL        | 66  | 5  | 27  | 32  | 22  | —  | — | —  | —  | —  |
| 2017–2018  | Spokane Chiefs           | WHL        | 69  | 14 | 59  | 73  | 30  | 7  | 2 | 5  | 7  | 2  |
| 2018–2019  | Spokane Chiefs           | WHL        | 57  | 7  | 62  | 69  | 33  | 15 | 1 | 8  | 9  | 6  |
| 2019–2020  | Spokane Chiefs           | WHL        | 46  | 19 | 40  | 59  | 42  | —  | — | —  | —  | —  |
| 2020–2021  | New Jersey Devils        | NHL        | 48  | 2  | 21  | 23  | 22  | —  | — | —  | —  | —  |
| NHL totalt | NHL totalt               | NHL totalt | 48  | 2  | 21  | 23  | 22  | —  | — | —  | —  | —  |
| WHL totalt | WHL totalt               | WHL totalt | 240 | 45 | 190 | 235 | 127 | 22 | 3 | 13 | 16 | 8  |

### Internationellt
| Källa: Uppdaterad: 2021-01-15 | Källa: Uppdaterad: 2021-01-15 | Källa: Uppdaterad: 2021-01-15 |         | Utv = Utvisningsminuter | Utv = Utvisningsminuter | Utv = Utvisningsminuter | Utv = Utvisningsminuter | Utv = Utvisningsminuter |
| År                            | Lag                           | Mästerskap                    | Matcher | Mål                     | Assists                 | Poäng                   | Utv                     |                         |
| ----------------------------- | ----------------------------- | ----------------------------- | ------- | ----------------------- | ----------------------- | ----------------------- | ----------------------- | ----------------------- |
| 2017                          | Kanada                        | Ivan Hlinka                   | 5       | 0                       | 3                       | 3                       | 0                       |                         |
| 2017                          | Kanada                        | U18-VM                        | 5       | 0                       | 1                       | 1                       | 4                       |                         |
| 2018                          | Kanada                        | U18-VM                        | 5       | 0                       | 0                       | 0                       | 4                       |                         |
| 2019                          | Kanada                        | JVM                           | 5       | 0                       | 3                       | 3                       | 0                       |                         |
| 2020                          | Kanada                        | JVM                           | 7       | 0                       | 3                       | 3                       | 2                       |                         |
| Junior totalt                 | Junior totalt                 | Junior totalt                 | 27      | 0                       | 10                      | 10                      | 10                      |                         |